# Shōrō

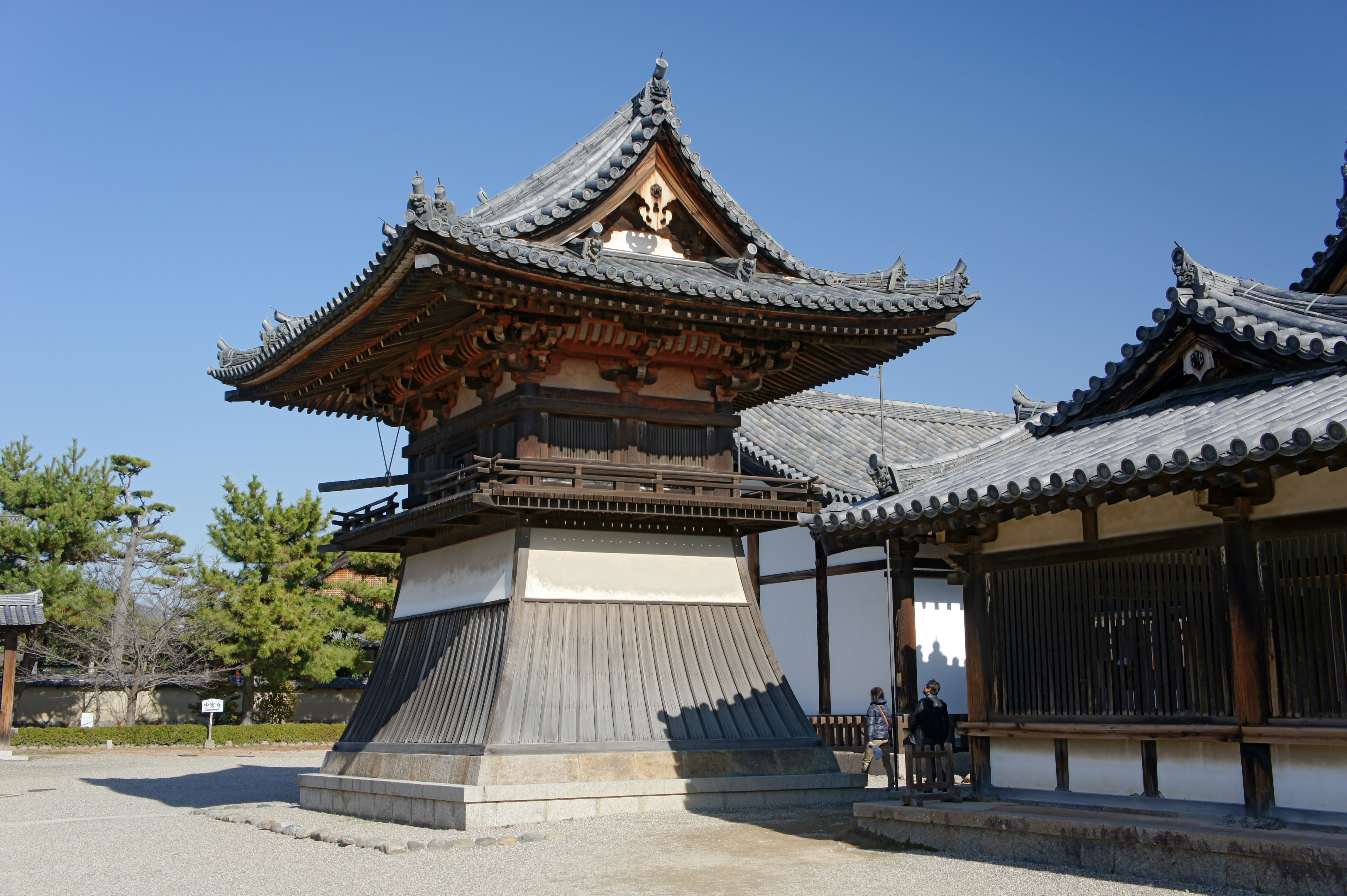
Der Shōrō des Hōryū-ji

Der Shōrō (jap. 鐘楼, dt. „Glockenturm“ von chinesisch 鐘樓 / 钟楼, Pinyin zhōnglóu), auch Shurō gelesen oder Kanetsuki-dō (鐘突堂, „Glockengeläut-Halle“) und Tsurigane-dō (釣鐘堂, „Eisenglockenhalle“) genannt, ist Bestandteil traditioneller buddhistischer Tempelanlagen in Japan und wurde auch in Teilen des Shintō übernommen.
Mit seinen Maßen von 3×2 Ken befindet  er sich im klassischen Arrangement japanischer Tempelanlagen westlich des Kyōzō.
Im weiteren Verlauf der Geschichte japanischer Tempelarchitektur löste er sich jedoch von seinem angestammten, streng symmetrisch ausgerichteten Platz, und folgte den, auch topographisch, unterschiedlichen Anforderungen der jeweiligen buddhistischen Schule. Seine Verwendung, zu religiösen Zwecken der Andacht, unterscheidet sich je nach buddhistischer Schule.